# Fort Morgan, Colorado
Fort Morgan är en stad (city) i Morgan County, i delstaten Colorado, USA. Enligt United States Census Bureau har staden en folkmängd på 11 428 invånare (2011) och en landarea på 10,2 km². Fort Morgan är huvudort i Morgan County.